# خوسيه مانويل لارا إيرنانديث
خوسيه مانويل لارا إيرنانديث ‏ (31 ديسمبر 1914 - 11 مايو 2003 في برشلونة) رائد أعمال، ورجل أعمال، ومحرر من إسبانيا. أسس دار نشر بلانيتا في برشلونة عام 1949. حصل على لقب ماركيز البيدروسو دي لارا عام 1994. وخصصت مجموعة بلانيتا مجموعة من الجوائز، من بينها جائزة مؤسسة خوسيه مانويل لارا، تكريمًا لمُؤسسها.

## الجوائز
- صليب القديس جرجس[6]